# Global Teacher Prize
Global Teacher Prize is een jaarlijkse wedstrijd sinds 2015 waarbij men een leerkracht bekroond die een bijzondere bijdrage leverde. Deze wordt georganiseerd door de Varkey Foundation met een ceremonie in Dubai.  

## Wedstrijd
Na de inschrijvingen wordt een top 50 (longlist) gemaakt om vervolgen tot 10 nominaties (shortlist) te komen. 

## Edities
| Editie | Winnaar           | Beroep                             | Deelnemers taalgebied                                      |
| ------ | ----------------- | ---------------------------------- | ---------------------------------------------------------- |
| 2015   | Nancie Atwell     | Amerikaans leerkracht Engels       | /                                                          |
| 2016   | Hanan Al Hroub    | Palestijns leerkracht              | /                                                          |
| 2017   | Maggie MacDonnell | Canadese Inuit leerkracht          | Koen Timmers top-50 (België)[1]                            |
| 2018   | Andria Zafirakou  | Engelse leerkracht textiel         | Koen Timmers top-10 (België)[2]                            |
| 2019   | Peter Tabichi     | Keniaanse leerkracht wetenschappen | Daisy Mertens (Nederland), Christoph Schiebold (België)[3] |
| 2020   | Ranjitsinh Disale | Indische leerkracht                |                                                            |
| 2021   | Keishia Thorpe    | Amerikaanse leerkracht             |                                                            |